# Çokaklı, Karahallı
Çokaklı là một xã thuộc huyện Karahallı, tỉnh Uşak, Thổ Nhĩ Kỳ. Dân số thời điểm năm 2010 là 281 người.